# 木果楝
木果楝（学名：Xylocarpus granatum）为楝科木果楝属下的一个种。